# Ricardo García Peralta
Ricardo García Peralta, apodado El Pollero II (San Lorenzo Tepaltitlán, Toluca, 3 de abril de 1926 – Toluca de Lerdo, 10 de marzo de 2008) fue un ciclista olímpico mexicano, que compitió en la prueba de ruta individual y de equipos de los Juegos Olímpicos de Helsinki 1952.

## Biografía
García era el tercero de siete hermanos. Nunca fue a la escuela y trabajaba en el negocio de los pollos de su padre. 
En 1940, debutó con la bicicleta y consiguió el triunfo en la carrera ciclista Toluca – Lerma. Ganó otras carreras nacionales como la ruta México-Puebla de 1945. En 1950,  ganó la prueba de ruta masculina en los Juegos Centroamericanos y del Caribe y dos etapas y la general de la Vuelta al Centro de la República. En los años posteriores, conseguiría dos victorias más en las ediciones de esta prueba de 1951 y 1952.
En 1951, consiguió la plata en la prueba por equipos de los Juegos Panamericanos disputados en Aergentina.
En 1952, representó a México en los Juegos Olímpicos de Helsinki 1952 donde fue eliminado en la carrera individual. El equipo mexicano, en el que él también corría, no se clasificó para la prueba final por equipos.